# Francis Healy
Francis Healy, detto Fran (Stafford, 23 luglio 1973), è un cantante, chitarrista e pianista britannico, leader del gruppo dei Travis.

## Biografia
Anche se nato a Stafford (Inghilterra), Fran è cresciuto a Glasgow (Scozia), città natale di sua madre a e dei suoi nonni materni.. Fran ha detto che sia sua madre che i suoi nonni materni hanno avuto una grande influenza su di lui.

Sua madre tornò in Scozia dopo il divorzio dal marito.
Ha frequentato la Holyrood Secondary School di Glasgow.
Negli anni ha sviluppato la passione per il canto, per il quale ha ricevuto riconoscimenti anche da bambino, a scuola. In seguito ha cominciato a scrivere testi.

## Musica
È principalmente noto per essere il frontman della band scozzese Travis, con cui ha inciso nove album.
Il songwriting di Healy è stato lodato da Paul McCartney, Elton John, Noel Gallagher e Chris Martin. Nelle interviste, Healy ha detto di essere stato influenzato da compositori come Joni Mitchell, Paul McCartney e Graham Nash (The Hollies, Crosby, Stills & Nash). Anche se è conosciuto prevalentemente come chitarrista, scrive e compone anche al pianoforte.
Nel 2010 ha pubblicato un album solista intitolato Wreckorder in cui collabora con Paul McCartney e Neko Case.

## Impegno umanitario
Fran Healy fa parte del movimento Make Poverty History e ha, insieme alla sua band, suonato negli 8 concerti live sia a Londra sia a Edimburgo. Ha anche partecipato insieme a Band Aid 20 alla registrazione della canzone Do They Know It's Christmas?.
Ha intrapreso due viaggi in Sudan con l'organizzazione Save the Children, per la quale ha appena lanciato la più grande campagna globale di sempre per aiutare i dieci milioni di bambini che ogni anno muoiono inutilmente.
Healy ha anche preso parte ed è stato speaker di molte dimostrazioni contro la guerra in Iraq.

## Vita privata
Fran ha da lungo tempo una relazione con la fotografa e make-up artist tedesca Nora Kryst. Il loro primo figlio, Clay Kryst, è nato nel marzo 2006. Fran ha voluto dare il cognome della madre. Dopo aver vissuto a Londra, la famiglia si è trasferita a Berlino nel febbraio 2008. Fran divide ora il suo tempo tra Los Angeles e Berlino.
Durante gli anni novanta e 2000, Fran ha reso popolari i capelli hoxton fix.

## Attrezzatura
- 1956 Fender Telecaster Sunburst
- 1958 Fender Telecaster Butterscotsch
- 1964 Fender Telecaster Black
- 1970 Fender Telecaster Natural White
- Fender Mustang Candy Apple Red
- Fender Mustang Olympic White
- Fender Thinline Telecaster Mahogany & Sunburst
- Martin 12 String Acoustic
- Martin D-18 Acoustic
- Vox AC30
- Marshall Amplifiers

## Discografia

### Studio albums
- Wreckorder (2010)